# Famille de Loys
La famille de Loys, issue de Loys (Louis) de Grolley dont les descendants laissèrent tomber le nom pour de Loys à partir du XIVe siècle, est une famille originaire de Lausanne en Suisse dont les derniers descendants en ligne directe vivent en France. Elle s'est distinguée avec Jean Samuel, Charles Louis et Jean Philippe de Loys.

## Histoire
Le 12 mai 1800, le général français Napoléon Bonaparte, avant son invasion de l'Italie, passe par Dorigny, terres appartenant alors à Étienne-François-Louis Loys. En guise de souvenir, ce propriétaire plante alors un chêne pédonculé, aujourd'hui nommé le chêne de Napoléon. le Premier Consul français a dormi dans le Château de Chavannes, un bâtiment aujourd'hui disparu.

## Filiation
Vers la fin du XIVe siècle, deux branches principales sont établies sur les bords du Léman, l’une à Lausanne, l’autre à Évian.
Au XVIe siècle, la section lausannoise entre dans la noblesse, s'écrit dès lors souvent de Loys et se sépare ensuite en trois grandes branches, chacune détentrice d’une seigneurie dont elle prend le nom :
- Loys de Middes et de Marnandn, issue Treytorrens[3]

- Jean Rodolphe Loys (1646-1731)
  - Daniel François Loys (1690-1753)
    - Jean-Louis Loys (1726-1785)
      - Jean Samuel de Loys (1761-1825)

    - Étienne-François-Louis Loys (-)

- Loys de Villardin, éteinte en 1802.
- Loys de Cheseaux, éteinte en 1789.

## Personnalités
- Jean Samuel de Loys[4].
- Jean-Louis Loys (1627-1673), administratif et architecte amateur[5].
- Jean Philippe Loys (1643-1702), personnalité politique de Lausanne[6].
- Jean Philippe Loys de Cheseaux (1718-1751), petit-fils du précédent, astronome[7].
- Charles-Louis Loys de Cheseaux (1730-1789), frère du précédent, historien de la physique[8].
- Treytorrens de Loys (1857-1917), militaire[9].

### Fonds d'archives
- Fonds : Famille de Loys (962 - 1938) [25 mètres linéaires].  Cote : CH-000053-1 P Loys. Archives cantonales vaudoises (présentation en ligne).
- Fonds : Archives communales de Chavannes () [x mètres linéaires].